# Saccites

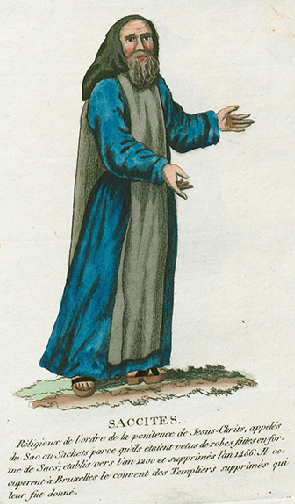
Saccites

Les Saccites, appelés aussi frères Sacs, ou frères Sachets,  Saccis en latin, ou Sackdraegers en thiois, ainsi nommés à cause de la forme de leurs vêtements ou de la nature de l'étoffe, sont les religieux membres de l’ordre de la Pénitence de Jésus-Christ.

## Fondation
L’ordre est créé à Hyères entre 1245 et 1248, probablement au mont Fenouillet. À cette époque, ses membres sont fréquemment surnommés les frères de Fenouillet. L'ordre prend rapidement de l’importance, avec treize maisons en 1251 et 54 rien qu’en France lors de sa dissolution et constituait à ce moment le troisième ordre mendiant par le nombre de ses maisons. Il possédait une maison à Saint-Jean-d'Acre, qui est abandonnée en 1288. 
L'ordre avait de nombreuses maisons en France, en Italie, en Allemagne, en Angleterre, en Espagne et aux Pays-Bas.
On cite celles de Poitiers, de Caen, fondée par saint Louis en 1261, celles de Marseille en 1260, celles de Londres en 1257, celle de Valenciennes avant 1251, celles de Saragosse, Venise, Majorque, Bruxelles, Tournai, Orléans.
L'un des chapitres de l'ordre s'est tenu à Marseille en 1255.

### Dispersion de l'ordre
L'opposition des anciens ordres à l'installation des ordres mendiants est forte, ceux-ci récupérant certains de leurs dons et héritages ce qui initie de nombreuses querelles. Les évêques étaient soucieux de préserver un espace de quête et d'écarter la concurrence qui était susceptible de détourner les aumônes nécessaires à la stabilité financière des couvents réguliers. Le concile de Latran, en 1215, interdit tous les ordres Mendiants fondés depuis lors, et non autorisé par le Saint-Siège. Le concile œcuménique de Lyon, en 1274, rappelle le canon 13 du concile de Latran IV, mais ne concernant ni les dominicains, ni les franciscains, carmes et augustins. En 1298, les ordres mendiants étaient subordonnés à une autorisation pontificale. La suppression de l’ordre des frères du Sac est donc ordonnée en 1274. Mais, solidement implanté et soutenu par la population, il réussit à maintenir certaines maisons jusque dans les deux premières décennies du XIVe siècle.

### Répartition
Le 12 mars 1304, Benoit XI autorise les dominicains d'Allemagne à les accueillir, et le 3 juillet 1317, Jean XXII l'accordait aux Ermites de Saint-Augustin en France.

#### Les Saccites à Liège
Les Saccites vont s'installer à Liège dès 1265. Ils sont appelés par Henri de Gueldre comme les Croisiers et les Carmes. Le chapitre de Saint-Lambert les autorise à s'installer à Liège à condition de n'avoir qu'une maison,  C'est donc un très vieux couvent qui disparaît entre 1294 et 1297. L'ordre mendiant est supprimé, les bulle papales répartissent leurs biens dans d'autres ordres. Il est probable qu'à Liège, qui faisait partie des provinces d'Allemagne, les Saccites se seront fondus avec les frères Prêcheurs à la fin du XIIIe siècle.